# Norman Davies
Ivor Norman Richard Davies (n. 8 iunie 1939, Bolton, Anglia, Regatul Unit) este un istoric englez de origine poloneză cunoscut pentru cărțile sale despre istoria Europei, a Poloniei, și a Regatului Unit.

## Opere
- 1972: White Eagle, Red Star: The Polish-Soviet War, 1919–1920. London: MacDonald, ISBN 0-356-04013-5
- 1977: Poland, Past and Present. A Select Bibliography of Works in English.
- 1981: God’s Playground. A History of Poland. Vol. 1: The Origins to 1795, Vol. 2: 1795 to the Present. Oxford: Oxford University Press, ISBN 0-19-925339-0 / ISBN 0-19-925340-4.
- 1984: Heart of Europe. A Short History of Poland. Oxford: Oxford University Press, ISBN 0-19-285152-7
- 1991 (cu Antony Polonsky): Jews in Eastern Poland and the U.S.S.R., 1939–1946. Houndmills: Palgrave Macmillan, ISBN 0-333-49128-9
- 1996: Europe. A History. Oxford: Oxford University Press, ISBN 0-19-820171-0
- 1999: The Isles. A History. Oxford: Oxford University Press, ISBN 0-19-513442-7.
- 2001: Smok Wawelski nad Tamizą. Eseje, polemiki, wykłady, hrsg. v. Andrzej Pawelec. Warszawa: Znak, ISBN 83-240-0015-1.
- 2002 (cu Roger Moorhouse): Microcosm. Portrait of a Central European City. London: Jonathan Cape, ISBN 0-224-06243-3
- 2004: Rising '44. The Battle for Warsaw. ISBN 0-333-90568-7
- 2006: Europe at War. 1939–1945: No Simple Victory. Houndmills: Macmillan, ISBN 0-333-69285-3
- 2006: Europe East and West: A Collection of Essays on European History . London: Jonathan Cape, ISBN 0-224-06924-1.
- 2011: Vanished Kingdoms. The History of Half-Forgotten Europe. Allan Lane, London, ISBN 978-1-84614-338-0
- 2015: Trail of Hope: The Anders Army, An Odyssey Across Three Continents (Osprey Publishing, ISBN 978-1-4728-1603-0).

## Traduceri în limba română
- Istoria Poloniei. Terenul de joacă al lui Dumnezeu. Editura Polirom, 2014, ISBN 978-973-46-4341-7